# 나리뇨주

나리뇨주

나리뇨주(스페인어: Departamento del Nariño)는 콜롬비아 서부에 위치한 주로 주도는 파스토이며 면적은 33,268km2, 인구는 1,701,840명(2013년 기준), 인구 밀도는 51명/km2이다. 1904년 8월 6일에 신설되었으며 4개 현과 62개 지방 자치체를 관할한다. 주 이름은 콜롬비아의 독립 운동 지도자인 안토니오 나리뇨(Antonio Nariño, 1765 ~ 1824)에서 유래된 이름이다. 북쪽과 서쪽으로는 태평양, 동쪽으로는 카우카주, 푸투마요주와 접하며 남쪽으로는 에콰도르와 국경을 접한다.

주기
주 문장